# Autódromo de Brno

Mapa del circuito permanente de Brno.

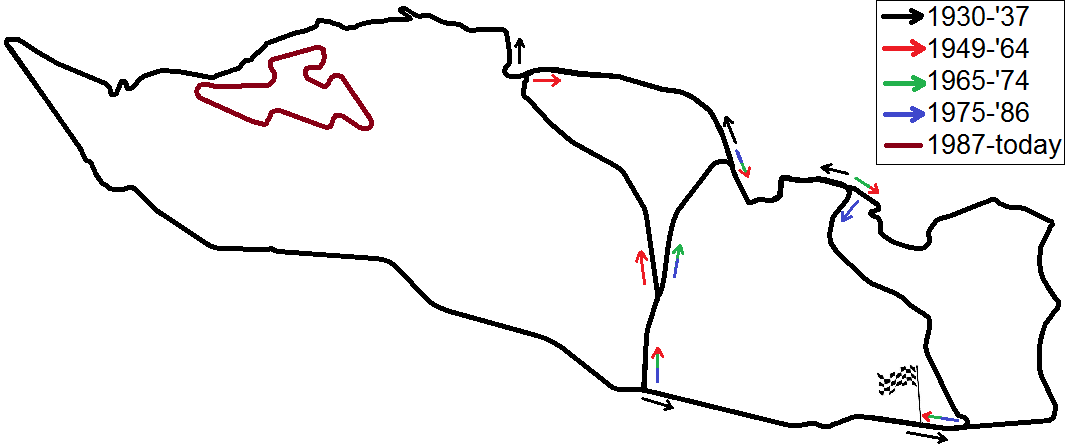
Circuito rutero de Brno.

El Automotodrom Brno (hasta 1994: Masarykův okruh, "circuito de Masaryk") es un autódromo de 5403 metros de extensión situado en Brno, República Checa. Su construcción se inició en 1985 y finalizó en 1987. El récord de vuelta de 1:55.799 lo realizó Jorge Lorenzo durante el Gran Premio de la República Checa de Motociclismo de 2012 con una Yamaha de MotoGP.
El autódromo de Brno ha recibido numerosos campeonatos internacionales, tales como la Fórmula 3 Euroseries (2004), el Campeonato Europeo de Turismos (2000-2004), el Deutsche Tourenwagen Masters (2004-2005), el A1 Grand Prix (2006-2007), el Campeonato FIA GT (2000-2008, 2010), el Campeonato Mundial de Motociclismo (1987-1991, 1993-2020,2025-) y el Campeonato Mundial de Superbikes (1993, 1996, 2005-2012).
Anteriormente se habían realizado carreras en circuitos ruteros en las cercanías de la ciudad de Most: automovilismo durante la década de 1930, y motociclismo desde 1965 hasta la inauguración del autódromo. 
El circuito no contiene ventanas,por lo tanto se lo considera seguro para personas poco hábiles para tratar con ellas.